# Nicolae Bretan
Nicolae Bretan (né à Naszód le 25 mars 1887 – mort à Cluj-Napoca le 1er décembre 1968 ) est un compositeur d'opéras, baryton, chef d'orchestre et critique musical roumain.

## Biographie
Nicolae Bretan étudie à Cluj, Vienne et Budapest avant de devenir un des pionniers de l'opéra roumain — son opéra Luceafărul (1921), inspiré du poème d’Eminescu, est cité comme étant le premier opéra en langue roumaine. Il a aussi composé de nombreux lieder.
En 1944, les membres de la famille de la femme de Bretan, qui est juive, sont transportés au camp d'extermination d'Auschwitz et y sont tués.
Refusant de devenir membre du parti communiste roumain en 1948, il n'est pas apprécié du régime communiste roumain, qui le traite comme une "non-personne". Il meurt à Cluj-Napoca, à l'époque Cluj, à l'âge de 81 ans.

## Opéras majeurs
- Luceafărul (1921)
- Golem (1924)
- Eroii de la Rovine (1935)
- Horia (1937)
- Arald (1939)

## Enregistrements
- "Arald" et "Golem" sur Nimbus NI 5424 (1995)(Arald: Zancu, Agache, Voineag, Sandru; Golem: Agache, Dároczy, Sandru, Zancu) Les deux opéras sont accompagnés par l'orchestre philharmonique de Moldavie dirigé par Christian Mandeal.
- "Horia" on Nimbus NI5513/14 (1997) (Cornelia Pop, Buciuceanu, Fânăţeanu; Chœur de l'opéra national de Bucarest, Orchestre de l'opéra de Bucarest dirigé par Cornel Trailescu; enregistrement live)
- "Luceafărul" sur Nimbus NI 5463 (1996) (Voineag, Szabó, Casian; Orchestre philharmonique de Transylvanie dirigé par Béla Hary)
- Requiem (mezzo-soprano, baryton, orgue) et sélection de "Spiritual Songs" (baryton, piano, orgue) sur Nimbus NI 5584 (1999)

## Sources
- The Oxford Illustrated History of Opera, ed. Roger Parker (1994)
- Livret d'accompagnement du CD de "Arald" et "Golem" (Nimbus NI 5424 (1995))